# Selenia garretti
Selenia garretti là một loài bướm đêm trong họ Geometridae.